# Grand Prix moto de France 1967
Le Grand Prix moto de France 1967 est la troisième manche du Championnat du monde de vitesse moto 1967. La compétition s'est déroulée du 20 au 21 mai 1967 sur le Circuit de Charade à Clermont-Ferrand. C'est la 35e édition du Grand Prix moto de France et la 13e édition comptant pour le championnat du monde.

## Résultats des 500 cm3
Pas d'épreuve pour la catégorie 500 cm3 lors de ce Grand Prix.

## Résultats des 250cm³
| Pos. | Pilote        | Moto    | Temps             | Points |
| ---- | ------------- | ------- | ----------------- | ------ |
| 1    | Bill Ivy      | Yamaha  | 1 h 09 min 14 s 4 | 8      |
| 2    | Phil Read     | Yamaha  | +8 s 3            | 6      |
| 3    | Mike Hailwood | Honda   | +33 s 3           | 4      |
| 4    | Ralph Bryans  | Honda   | +33 s 9           | 3      |
| 5    | Derek Woodman | MZ      | +2 min 43 s 3     | 2      |
| 6    | Heinz Rosner  | MZ      | +3 min 22 s       | 1      |
| 7    | Jacques Roca  | Bultaco | +1 tour           |        |
| 8    | ...           | ...     | ...               |        |

## Résultats des 125cm³
| Pos. | Pilote              | Moto     | Temps         | Points |
| ---- | ------------------- | -------- | ------------- | ------ |
| 1    | Bill Ivy            | Yamaha   | 58 min 19 s 1 | 8      |
| 2    | Phil Read           | Yamaha   | +9 s 5        | 6      |
| 3    | Yoshimi Katayama    | Suzuki   | +11 s 3       | 4      |
| 4    | Stuart Graham       | Suzuki   | +1 min 27 s 9 | 3      |
| 5    | Dave Simmonds       | Kawasaki | +4 min 18 s 6 | 2      |
| 6    | Jean-Louis Vergnais | Bultaco  | +2 tours      | 1      |
| 7    | Philippe Ruyssen    | Bultaco  | +2 tours      |        |
| 8    | ...                 | ...      | ...           |        |

## Résultats des 50 cm3
| Pos. | Pilote               | Moto   | Temps         | Points |
| ---- | -------------------- | ------ | ------------- | ------ |
| 1    | Yoshimi Katayama     | Suzuki | 34 min 15 s 2 | 8      |
| 2    | Hans-Georg Anscheidt | Suzuki | +1 s 5        | 6      |
| 3    | Stuart Graham        | Suzuki | +31 s 0       | 4      |
| 4    | Barry Smith          | Derbi  | +3 min 51 s 4 | 3      |
| 5    | Angel Nieto          | Derbi  | +4 min 40 s 1 | 2      |
| 6    | Daniel Crivello      | Derbi  | +1 tour       | 1      |
| 7    | ...                  | ...    | ...           |        |

## Résultats des Sidecars
| Pos. | Pilote                | Passager        | Moto | Temps         | Points |
| ---- | --------------------- | --------------- | ---- | ------------- | ------ |
| 1    | Klaus Enders          | Ralf Engelhardt | BMW  | 59 min 08 s 8 | 8      |
| 2    | Siegfried Schazu      | Horst Schneider | BMW  |               | 6      |
| 3    | Tony Wakefield        | Graham Milton   | BMW  |               | 4      |
| 4    | Georg Auerbacher      | Eduard Dein     | BMW  |               | 3      |
| 5    | Heinz Luthringshauser | Hermann Hahn    | BMW  |               | 2      |
| 6    | Arsenius Butscher     | Armgard Neumann | BMW  |               | 1      |
| 7    | ...                   | ...             | ...  |               |        |